# Вудман, Портия
Портия Вудман (англ. Portia Woodman, родилась 12 июля 1991) — новозеландская регбистка, выступающая на позиции крыльевой; серебряный призёр летних Олимпийских игр 2016 года в составе сборной Новой Зеландии по регби-7, чемпионка мира по регби-7 (2013 и 2018 годы) и регби-15 (2017 год).

## Биография

### Семья
По происхождению из иви (племени) Нгапуи. Родом из спортивной семьи: отец Кауэна Вудман и дядя Фред Вудман — регбисты и игроки «Олл Блэкс», тётя Те Ароа Кинен выступала за сборную Новой Зеландии по нетболу. Состоит в отношениях с регбисткой Рене Уикклифф.

### Игровая карьера
В прошлом выступала в нетболе за клуб «Норзерн Мистикс», в 2012 году перешла в регби. Игрок сборной провинции Манукау. Дебютировала в 2013 году за женскую сборную по регби-15 в игре против Англии. В составе сборной по регби-7 дебютировала на чемпионате мира 2013 года в России и завоевала сходу чемпионский титул. Также выиграла с командой чемпионат мира по регби-15 в 2017 году, чемпионат мира по регби-7 в 2018 году и турнир по регби-7 на Играх Содружества в 2018 году.
Портия Вудман сыграла на Олимпиаде в Рио-де-Жанейро, набрав 50 очков благодаря 10 попыткам и став рекордсменом по числу набранных очков и занесённых попыток, однако её сборная в финале проиграла австралийкам. В 2017 году Портия была признана лучшей регбисткой мира по версии World Rugby, а в Мировой серии по регби-7 она является рекордсменом по числу занесённых попыток